# Choi Ji-hyun
Choi Ji-hyun (kor. 최지현; * 9. März 1994) ist eine südkoreanische Shorttrackerin.

## Werdegang
Choi startete 2010 in Taipeh bei den Juniorenweltmeisterschaften und gewann fast alle Goldmedaillen der Frauenwettbewerbe und lediglich im Superfinale über 1500 m Bronze. Im Shorttrack-Weltcup 2012/13 errang Choi mit der Staffel einen Podiumsrang in Calgary, als diese Gold gewann. Bei der WM 2013 in Debrecen wurde sie mit der Staffel Vierte und bei der Winter-Universiade 2013 in Trentino gewann sie mit der Staffel Gold. In der Saison 2018/19 siegte sie in Salt Lake City mit der Staffel und belegte in Dresden den dritten Platz mit der Staffel und den zweiten Rang über 1000 m. Sie erreichte damit den zehnten Platz im Weltcup über 1000 m. Bei den Weltmeisterschaften 2019 in Sofia gewann sie die Goldmedaille mit der Staffel.

## Weltcupsiege im Team
| Nr. | Datum             | Ort              |
| --- | ----------------- | ---------------- |
| 1.  | 21. Dezember 2012 | Calgary 1        |
| 2.  | 11. November 2018 | Salt Lake City 2 |

## Persönliche Bestzeiten
- 500 m      43,880 s (aufgestellt am 1. Februar 2019 in Dresden)
- 1000 m    1:29,334 min. (aufgestellt am 10. November 2018 in Salt Lake City)